# Canton de Ramerupt
Le canton de Ramerupt est une ancienne division administrative française, située dans le département de l'Aube en région Champagne-Ardenne.

## Géographie
Ce canton était organisé autour de Ramerupt dans l'arrondissement de Troyes. 

## Histoire
Par le décret du 21 février 2014, le canton est supprimé à compter des élections départementales de mars 2015. Il est englobé dans le canton d'Arcis-sur-Aube.

## Représentation

### conseillers généraux de 1833 à 2015
| Période                                  | Période      | Identité                                        | Étiquette          | Qualité                                                                                             |
| ---------------------------------------- | ------------ | ----------------------------------------------- | ------------------ | --------------------------------------------------------------------------------------------------- |
| 1833                                     | 1839         | Adolphe Chifflard                               |                    | Propriétaire, notaire, juge de paix à Ramerupt                                                      |
| 1839                                     | 1848         | Charles Picot, marquis de Dampierre             |                    | Propriétaire du château de Dampierre Pair de France                                                 |
| 1848                                     | 1852         | Adolphe Lignier-Pougy                           | Républicain modéré | Avocat à Paris Représentant du peuple Propriétaire à Pougy                                          |
| 1852                                     | 1864         | Charles Picot, marquis de Dampierre             |                    | Propriétaire du château de Dampierre                                                                |
| 1864                                     | 1871         | André Picot, comte de Dampierre                 |                    | Propriétaire à Bligny                                                                               |
| 1871                                     | 1874 (décès) | Adolphe Lignier-Pougy (1809-1874)               | Républicain modéré | Représentant du peuple Propriétaire à Pougy Préfet de l'Aube (1870-1871)                            |
| 1874                                     | 1898         | Epaminondas Delatour (1827-1909)                | Gauche             | Propriétaire et Maire de Ramerupt Juge de paix à Nogent-sur-Seine                                   |
| 1898                                     | 1904         | Jules Bertrand                                  | Républicain        | Propriétaire - Maire de Ramerupt                                                                    |
| 1904                                     | 1938 (décès) | Henri Prévost                                   | RG                 | Ancien notaire à Ramerupt                                                                           |
| 1939                                     | 1940         | Georges Chaume (1882-1950)                      | RG                 | Agriculteur - Maire de Vaucogne, conseiller d'arrondissement Nommé conseiller départemental en 1943 |
|                                          |              |                                                 |                    | |
| 1945                                     | 1950 (décès) | Georges Chaume                                  | Ind.               | Agriculteur - Maire de Vaucogne                                                                     |
| 11 juin 1950                             | 1956 (décès) | Robert Cuisin (1895-1956)                       | RGR puis DVD       | Instituteur à Avant-lès-Ramerupt, ancien résistant                                                  |
| 27 janvier 1957                          | 1973         | Yvonne Cuisin (1904-1988) (épouse du précédent) | Ind.               | |
| 1973                                     | 1992         | Gilbert Thiébaut                                | Rad. puis UDF-Rad. | Responsable des Ponts et Chaussées                                                                  |
| 1992                                     | 1998         | Jacques Cossard                                 | DVD                | Maire de Nogent-sur-Aube                                                                            |
| 1998                                     | 2011         | Gérard Beaurieux                                | DVD puis UMP       | Chef d'entreprise Maire de Lhuître (2001-2008)                                                      |
| 2011                                     | 2015         | Guy Bernier                                     | DVD                | Agriculteur Maire de Vaucogne (2001-2014)                                                           |
| Les données manquantes sont à compléter. |              |                                                 |                    | |

### Conseillers d'arrondissement (de 1833 à 1940)
Le canton de Ramerupt avait deux conseillers d'arrondissement.
Il appartenait à l'arrondissement d'Arcis-sur-Aube jusqu'à sa disparition en 1926.
| Période                                  | Période             | Identité                   | Étiquette          | Qualité |
| ---------------------------------------- | ------------------- | -------------------------- | ------------------ | --- |
| 1833                                     | 1836                | M. Auberjon                |                    | Propriétaire à Coclois                                                                                      |
| 1833                                     | 1842                | Louis Parey                |                    | Juge de paix à Ramerupt                                                                                     |
| 1836                                     | 1848                | M. Lignier-Vitry           |                    | Propriétaire à Pougy                                                                                        |
| 1842                                     | 1848                | Claude Grenet              |                    | Maire de Ramerupt                                                                                           |
|                                          |                     |                            |                    | |
| av.1885                                  |                     | Alexandre Oudin            |                    | Propriétaire à Lhuître                                                                                      |
|                                          |                     |                            |                    | |
|                                          | 1896 (décès)        | M. Daunay                  |                    | Vétérinaire à Ramerupt                                                                                      |
|                                          |                     |                            |                    | |
| 1907                                     | 1931 (invalidation) | René Bertrand              | Radical            | Médecin à Nogent-sur-Aube                                                                                   |
| 1907                                     | 1931                | Paul Boude                 | Républicain        | Maire d'Isle-sous-Ramerupt                                                                                  |
| 1931                                     | 1937                | Adrien Bardon              | Cartel des droites | Médecin à Lhuitre                                                                                           |
| 1931                                     | 1940                | Arthur Gobert              | Républicain        | Greffier, maire de Ramerupt                                                                                 |
| 1937                                     | 1939                | Georges Chaume (1882-1950) | Cartel des droites | Cultivateur, maire de Vaucogne                                                                              |
| 12 mars 1939                             | 1940                | Louis Boncorps (1887-1973) | Radical            | Cultivateur, maire de Dampierre                                                                             |
| 1940                                     |                     |                            |                    | Les conseils d'arrondissement ont été suspendus par la loi du 12 octobre 1940 et n'ont jamais été réactivés |
| Les données manquantes sont à compléter. |                     |                            |                    | |

## Composition
Le canton de Ramerupt regroupait vingt-quatre communes et comptait 3 700 habitants, selon le recensement de 2009.
| Communes              | Population (2012) | Code postal | Code Insee |
| --------------------- | ----------------- | ----------- | ---------- |
| Avant-lès-Ramerupt    | 151               | 10240       | 10021      |
| Brillecourt           | 86                | 10240       | 10065      |
| Chaudrey              | 154               | 10240       | 10091      |
| Coclois               | 181               | 10240       | 10101      |
| Dampierre             | 300               | 10240       | 10121      |
| Dommartin-le-Coq      | 64                | 10240       | 10127      |
| Dosnon                | 96                | 10700       | 10130      |
| Grandville            | 91                | 10700       | 10167      |
| Isle-Aubigny          | 147               | 10240       | 10174      |
| Lhuître               | 254               | 10700       | 10195      |
| Longsols              | 125               | 10240       | 10206      |
| Mesnil-la-Comtesse    | 41                | 10700       | 10235      |
| Mesnil-Lettre         | 57                | 10240       | 10236      |
| Morembert             | 46                | 10240       | 10257      |
| Nogent-sur-Aube       | 337               | 10240       | 10267      |
| Ortillon              | 34                | 10700       | 10273      |
| Pougy                 | 269               | 10240       | 10300      |
| Ramerupt              | 372               | 10240       | 10314      |
| Saint-Nabord-sur-Aube | 124               | 10700       | 10354      |
| Trouans               | 222               | 10700       | 10386      |
| Vaucogne              | 78                | 10240       | 10398      |
| Vaupoisson            | 143               | 10700       | 10400      |
| Verricourt            | 42                | 10240       | 10405      |
| Vinets                | 170               | 10700       | 10436      |

## Démographie
| 1962  | 1968  | 1975  | 1982  | 1990  | 1999  | 2006  | 2011  | 2012  |
| ----- | ----- | ----- | ----- | ----- | ----- | ----- | ----- | ----- |
| 3 936 | 3 798 | 3 564 | 3 405 | 3 400 | 3 407 | 3 581 | 3 744 | 3 755 |